# Georges Van Winckel
Georges Van Winckel (Lokeren, 1 november 1861 - Stekene, 8 juni 1937) was een Belgisch katholiek politicus en beroepshalve notaris.
Hij werd geboren in Lokeren als jongste telg in het gezin van een handelaar in koloniale waren. In 1886 behaalde hij aan de Katholieke Universiteit Leuven het diploma van doctor in de rechten en werd notaris. In 1888 huwde hij met Helena van Beygaerden (1863-1938) uit Stekene. In 1891 nam hij het notariaat van zijn schoonvader Pieter-Frans Van Beygaerden (1813-1892) over.
Van Winckel was enkel politiek actief in de provincieraad van Oost-Vlaanderen, waar hij raadslid was van 1889 tot 1932. Hij was er een 20-tal jaar secretaris, 10 jaar ondervoorzitter om dan voorzitter te worden van 1922 tot 1932.